# Didaktik M
Didaktik M je počítač z rodiny počítačů Didaktik kompatibilní s počítačem Sinclair ZX Spectrum vyráběný výrobním družstvem Didaktik Skalica. V některých propagačních materiálech, např. na obálce časopisu Bit, je počítač Didaktik M označovaný jako Brána do světa profesionálních počítačů. Jedná se o následníka počítače Didaktik Gama a předchůdce Didaktik Kompakt.
Pod názvem Didaktik M byly vyráběny také joysticky k počítači Didaktik M. Jako doplněk byl k počítači Didaktik M vyráběn Interface M/P.

## Charakteristika počítače
Počítač je programově plně kompatibilní s počítačem ZX Spectrum, problémy mohou být způsobeny některými změnami v paměti ROM. U počítače se na rozdíl od Didaktiku Gama již nenachází rozšířená paměť, Didaktik M má pouze 48 KiB paměti RAM stejně jako ZX Spectrum. Neobsahuje ani vestavěný interface 8255. Obsahuje ale interface pro Kempston joystick a konektor pro Sinclair 2 joystick. Konektory pro tyto joysticky nejsou kompatibilní s konektory u běžně používaných joysticků.
Hlavní část klávesnice je totožná s klávesnicí počítače Didaktik Gama, Didaktik M má navíc samostatné klávesy pro kurzorové šipky a klávesu Reset. Aby se zabránilo náhodnému resetu počítače, je nutné s klávesou Reset stisknout současně i klávesu Caps Shift.

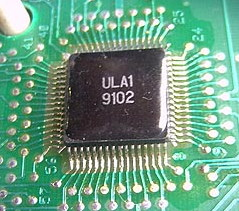
Ruský ekvivalent obvodu ULA

Na rozdíl od Didaktiku Gama není v Didaktiku M použit obvod ULA od firmy Ferranti, ale je použit ruský ekvivalent Т34ВГ1. Změna obvodu má za následek změnu některých signálů na systémovém konektoru, proti ZX Spectru je zde navíc např. signál /ROMCS-D.
S počítačem byla dodávána kazeta s programy popisující počítač a demonstrující jeho možnosti a s hrou Arkarum.
Pro počítač vznikla rozšíření paměti RAM na 128KiB.
Deska plošného spoje Didaktiku M s úpravou na 128 KiB RAM je použita také v počítači Kompakt 128 (tento počítač nebyl vyráběn výrobním družstvem Didaktik ve Skalici, ale společně s počítačem Kompakt profesional jeho autorizovaným servisem ve Veselí nad Moravou).

## Varianty počítače
Počítač existuje ve dvou variantách: Didaktik M 1990 a Didaktik M 1991. Oba modely jsou vzhledově stejné, po zapnutí se liší pouze uvedeným rokem v úvodním hlášení.
Rozdíly mezi počítači jsou v zapojení klávesnice, v realizaci videoobvodů a v použitých obvodech paměti RAM. Paměť RAM verze z roku 1990 je tvořena osmi obvody 4164. Paměť RAM verze z roku 1991 je tvořena dvěma obvody 21464. Základem videoobvodů ve verzi 1990 jsou obvody LM1886 a LM1889, ve verzi 1991 je použit obvod MC1377.
Klávesy kurzorových šipek verze 1990 jsou tvořeny dvěma spínači, kdy jeden spíná signál příslušný klávese Caps Shift a druhý odpovídající příslušným klávesám 5, 6, 7 a 8. Mechanicky je zajištěno, aby spínač příslušný klávese Caps Shift sepnul dříve. Verze 1991 má tlačítka jednoduchá a spínání příslušných signálů odpovídajícím stisku klávesy Caps Shift a odpovídajících číselných kláves je uskutečněno pomocí integrovaných obvodů realizujících logické funkce.
Podle sběratelů ovšem existují čtyři varianty počítače Didaktik M, kromě oficiálních variant jsou uváděny Didaktik M 1992 a Didaktik M 1993 s tím, že tyto varianty se od varianty Didaktik M 1991 liší změnami v ROM.

## Technické informace
- procesor: Zilog Z80, 4 MHz,
- paměť RAM: 48 KiB,
- paměť ROM: 16 KiB.

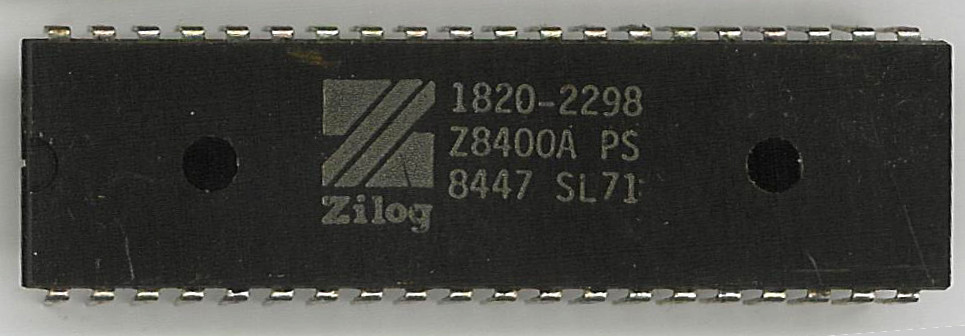
CPU Zilog Z80A

Počítač má ve skutečnosti 64 KiB paměti RAM, využito je však pouze 48 KiB. Adresový prostor od 0 do 16383 paměti RAM není přístupný, neboť je překrytý pamětí ROM, tudíž 25 % paměti RAM je nevyužito. Na rozdíl od ZX Spectra, kde obvod ULA při přístupu do paměti RAM zastavuje hodinový signál procesoru, obvod Т34ВГ1 při přístupu do paměti RAM generuje signál /WAIT.

### Používané porty
| desítkově | šestnáctkově | význam                                                               |
| 254       | FE           | klávesnice, magnetofon, reproduktor, barva okraje, Sinclair joystick |
| 31        | 1F           | Kempston joystick                                                    |

Inteface pro Kempston joystick je aktivní pouze při připojeném joysticku, není-li joystick připojen, port 31 může být použit jiným zařízením.

## Joystick Didaktik M

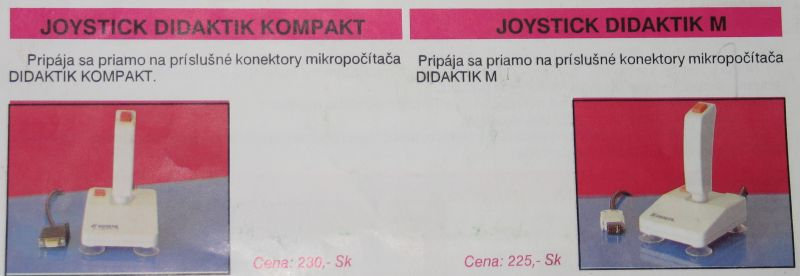
Joysticky Didaktik Kompakt a Didaktik M v katalogu Didaktik Skalica

Joysticky Didaktik M se vyráběly speciálně pro počítače Didaktik M, barevně jsou ve stejném barevném provedení jako počítač, jejich přední část je zešikmená stejně jako počítač. Mají dvě tlačítka spojená paralelně jsou v oranžové barvě, jedno je umístěno na vrcholu joysticku a druhé na základní části joysticku. V konektoru pro připojení k počítači jsou propojené dva kontakty, díky tomuto propojení počítač detekuje přítomnost joysticku na konektoru Kempston a podle něho aktivuje vestavěný interface pro Kempston joystick. Joysticky Didaktik M se od joysticků Didaktik Kompakt liší pouze použitými konektory pro připojení k počítači.

## Interface M/P
Didaktik M neobsahuje vestavěný interface 8255, proto pro něj byl vytvořen Interface M/P. Tento interface kromě vlastního obvodu 8255 obsahuje navíc paměť ROM s ovladači pro tiskárny BT100, Gamacentrum 01 a standardní protokol Centronics. Jeden ze dvou ovladačů pro tiskárnu BT100 umožňuje tisknout i české znaky v kódování KOI8-cs. Protože interface používá pro výběr paměti nový signál na systémovém konektoru /ROMCS-D, může při připojení k jiným počítačům dojít k problémům. ZX Spectrum má na místě signálu /ROMCS-D napětí -5V.
S příchodem disketové jednotky Didaktik 40 přestal být Interface M/P pro její majitele využitelný, neboť tato disketová jednotka obsahuje vlastní interface 8255. Stejně tak není interface využitelný ve spojení s počítači Didaktik Gama a Didaktik Kompakt, neboť tyto mají interface 8255 vestavěný také.

### Používané porty
| desítkově | šestnáctkově | význam                        |
| 31        | 1F           | brána A interface 8255        |
| 63        | 3F           | brána B interface 8255        |
| 95        | 5F           | brána C interface 8255        |
| 127       | 7F           | řídicí registr interface 8255 |
| 225       | E1           | stránkování paměti            |

Při připojení Interface M/P k počítači by současně neměl být připojen Kempston joystick prostřednictvím vestavěného interface, neboť brána A Interface M/P používá stejný port jako vestavěný interface pro Kempston joystick a docházelo by ke kolizím na sběrnici.